# 蒙古武裝部隊
蒙古国武装部队是蒙古国军队和麾下聯合部队的统称。军队的任务是保护蒙古的独立、主权和领土完整。其目前分为陆军和空军，在战时边防部队和内部安全部队将改组编入武装部队。1992年由原蒙古人民军改编而来。依照《蒙古国宪法》，蒙古国总统兼任武裝部隊总司令。1996年起，实施文职国防部长制，改由文职人员担任国防部长。武装部隊总参谋部独立于蒙古国国防部。

## 政策

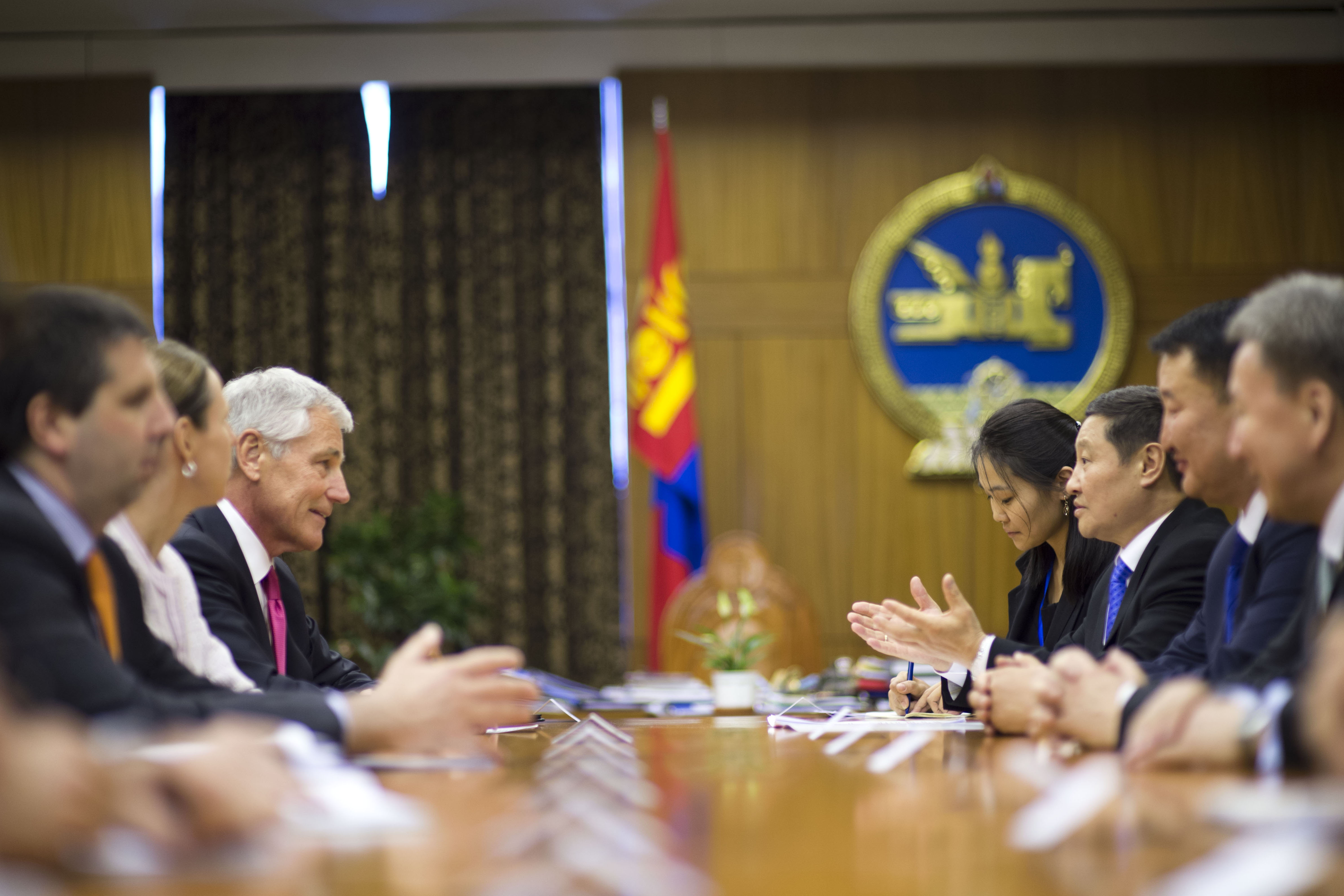
蒙古國與美國兩國軍事防務部門之會談，攝於2014年。

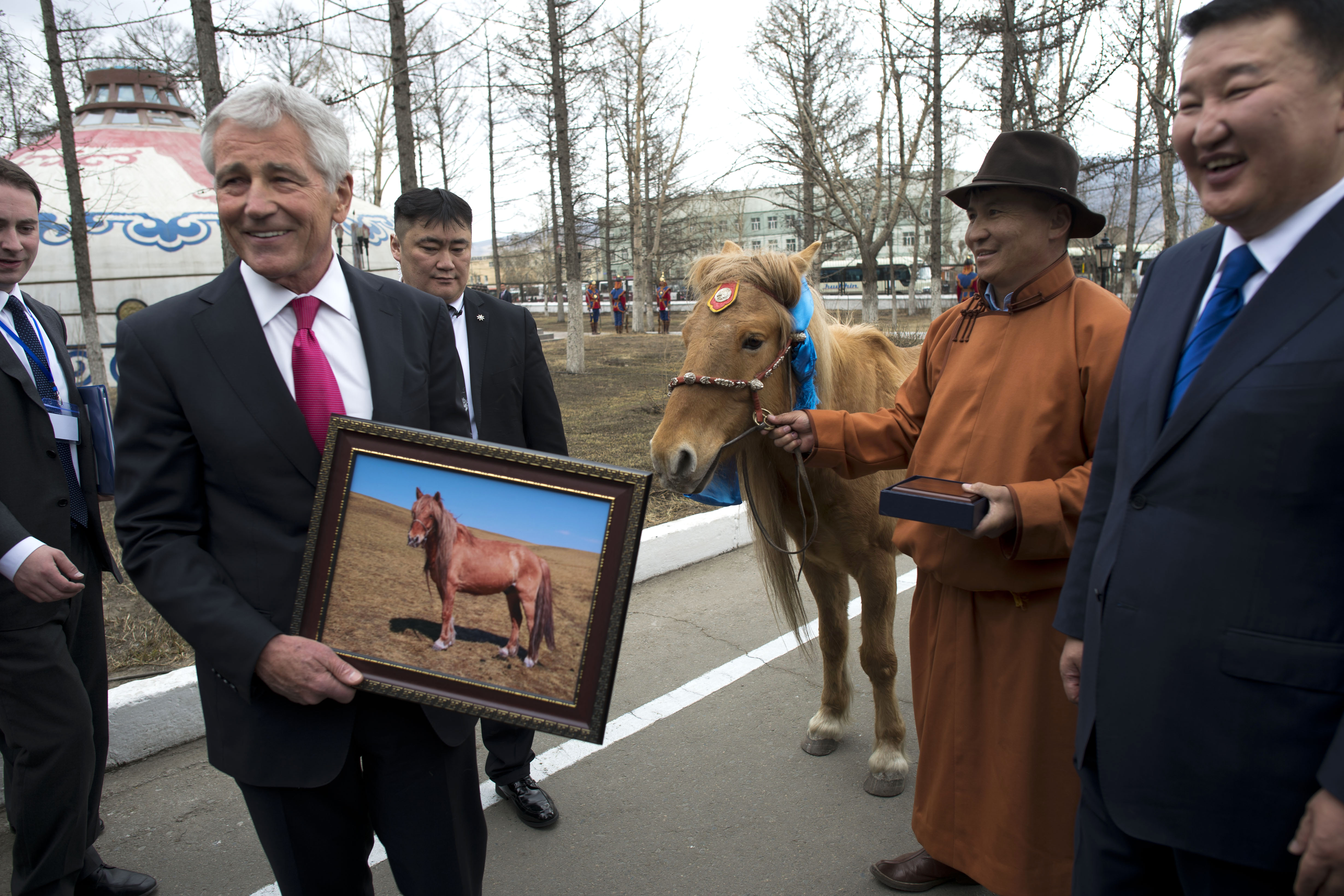
蒙古國與美國兩國軍事防務部門之會談后美方人員接受蒙方贈馬，攝於2014年。

由於蒙古的地緣政治立場和經濟能力的關係，蒙古具有獨特的軍事政策。一個位在兩大軍事強權（俄羅斯和中國）中間，蒙古軍事部隊在保護國家的主權獨立，反制外國侵略的能力有限；因此，該國的國家安全實際仰賴於外交政策。該國的軍事理想，則是創造和保持一個規模雖小，但效率和專業度極高的武裝軍事力量。
2003年，蒙古国和美国举行首次“可汗探索”双边军事演习。2006年起，“可汗探索”军事演习扩展规模，成为多国联合军事演习。

## 维和任务
2003年，蒙古参加伊拉克多国部队，并派出数个103至180名士兵的特遣队到伊拉克。约130名士兵曾部署在阿富汗。在联合国授权下，200名蒙古士兵部署在塞拉利昂，以保护联合国特别法庭的设立。并于2009年7月，蒙古决定向乍得派遣一个营，以支持联合国中非共和国和乍得特派团。
蒙古军队正在执行任务在塞拉利昂、埃塞俄比亚、剛果、厄立特里亚、西撒哈拉和阿富汗的维和特派团，以及联合国利比里亚特派团。

## 兵役制度
蒙古国实行义务兵役制，1998年起增加替代、合同兵役及抵偿服役制。兵役制度实行义务兵与职业准尉相结合，现役与预备役相结合的兵役制度。征兵年龄18―28岁，士兵服役年限1年。军官最高服役年龄：尉官45岁，校官50岁，将官55岁。1992年起，服役期改成一年。1997年起，武装力量组织结构调整，编制从师－团制转为旅－营制。

## 军衔制度
1990年—2006年
军官军衔分4等11级，即元帅，将官4级(大将、上将、中将、少将)，校官3级(上校、中校、少校)，尉官4级(大尉、上尉、中尉、少尉)。准尉军衔设一级准尉、二级准尉、三级准尉。士兵军衔分军士和兵两等，军士设大士、上士、中士、下士；兵设上等兵、列兵。
2006年—今
军官军衔设3等10级，即将官4级(上将、中将、少将、准将)，校官3级(上校、中校、少校)，尉官3级(大尉、上尉、中尉)。准尉5级（特级准尉、训导准尉、一级准尉、二级准尉、三级准尉）。士兵军衔分军士和兵两等，军士设大士、上士、中士；兵设上等兵、列兵。

## 軍事力量
蒙古國武裝力量由國防部和公安部兩個系統組成。國防部轄下有作戰部隊、通信部隊、航空部隊和各省軍事處、烏蘭巴托和達爾汗兩個衛戍區軍事院校等。公安部下轄邊防部隊、各省公安處等。蒙古的地面部隊擁有650多輛戰車、約100輛自走砲、800多輛步兵戰車和裝甲運兵車、450門可移動式防空武器、1000門以上的大砲和迫擊砲及其他軍事裝備。空中部隊有米格-21戰機、Mi-24武裝直昇機等。他們多數是在20世紀、50年代末到70年代初的前蘇聯軍事設計武器。

## 地面部隊
常備兵力約8,500人。

### 組織編制
- 6個機械化步兵團
- 1個砲兵團
- 1個快速反應部隊（機械化營）

### 主要裝備
- 主力戰車：

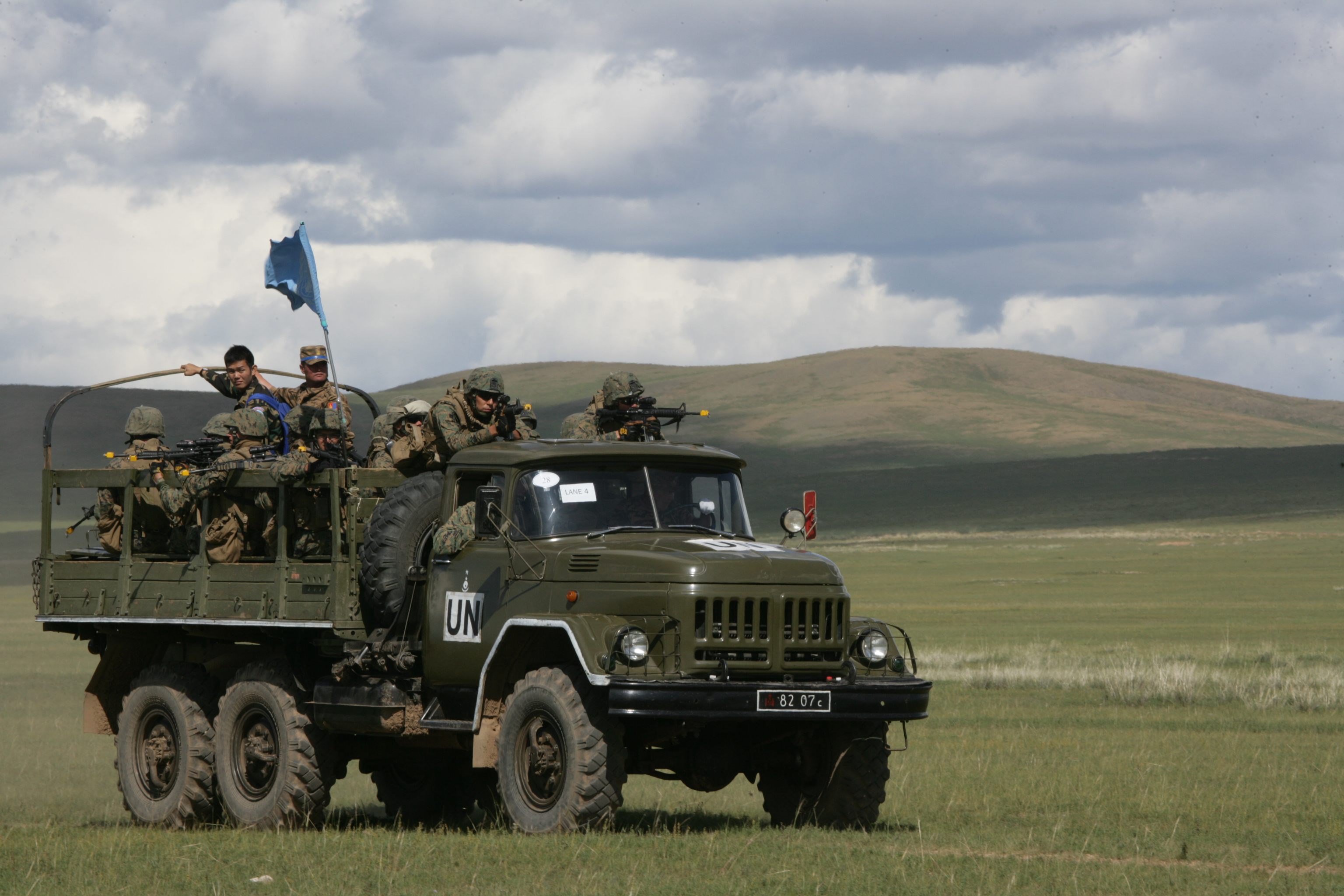
蒙古陸軍配備的吉尔-131卡车

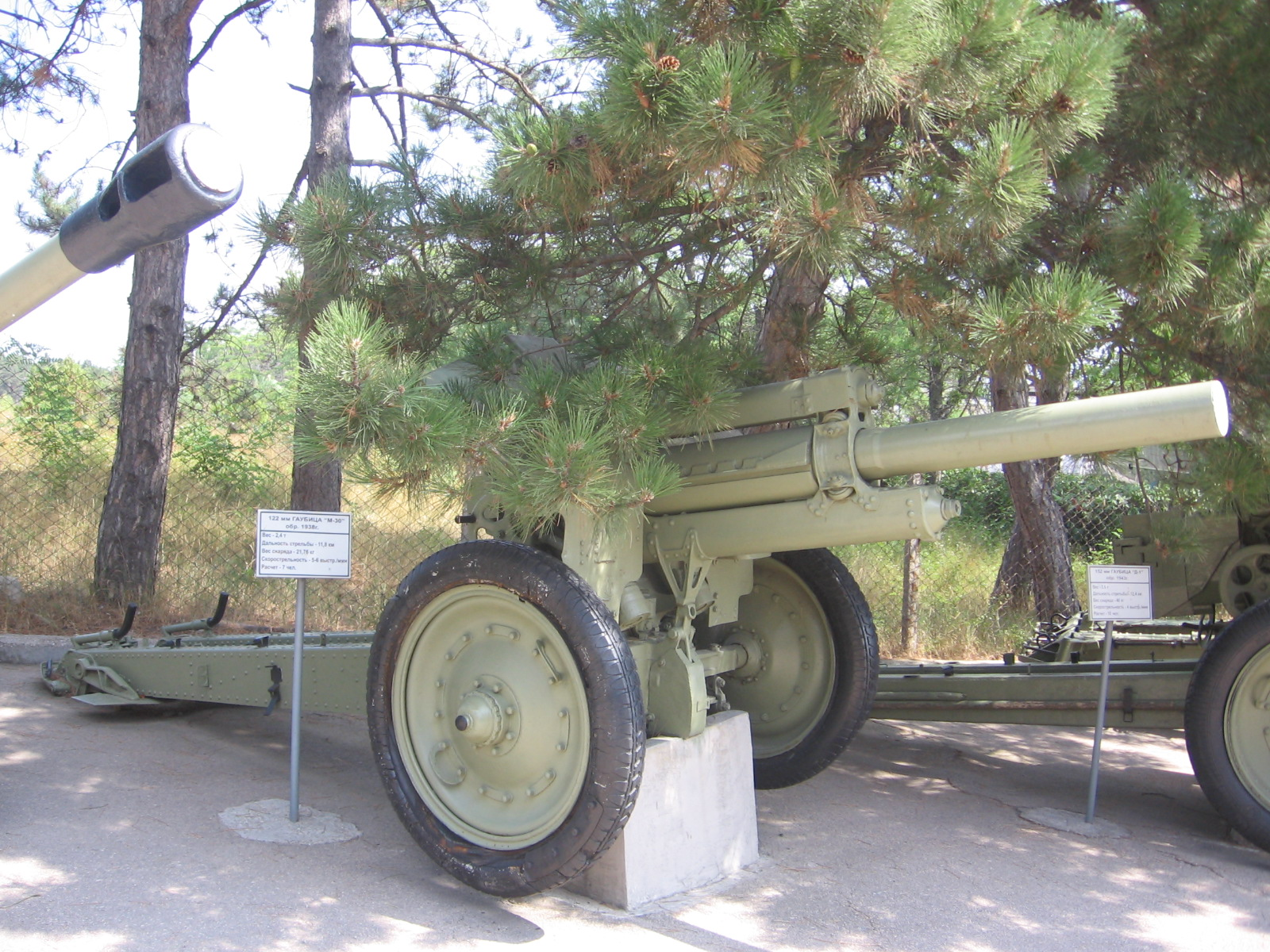
蒙古陸軍配備同等的M-30 122mm 榴彈砲

  -  T-54/55 - 370輛
  -  T-62 - 280輛
  -  T-72A - 100輛（俄羅斯於2016年以援助名義移交）

- 步兵戰鬥車/裝甲運兵車：
  -  BMP-1 - 約420輛
  -  BTR-60 - 350輛
  -  BTR-70 - 40+輛
  -  BTR-80 - 450輛
  -  BRDM-2（英语：BRDM-2） - 120輛

- 多管火箭炮：
  -  BM-14 - 100+輛
  -  BM-21火箭炮 - 130輛

- 大砲/迫擊砲：
  -  D-30 122mm 榴彈砲（英语：122 mm howitzer 2A18 (D-30)） - 300
  -  M-46 130mm 加農炮 - 150
  -  BS-3 100mm 野戰砲 - 200+
  -  M-30 122mm 榴彈砲 - 100
  -  ML-20 152mm 榴彈砲 - 50
  -  D-44型85毫米战防炮 - 200
  -  D-48 85mm（英语：85 mm antitank gun D-48） - 250
  -  T-12反坦克炮 - 24

- 可移動式／攜帶式防空武器：
  -  9K31 Strela-1
  -  ZSU-23-4自行高炮
  -  ZU-23-2雙管高射炮
  -  M1939 (61-K)61-K 37mm 自動防空砲
  -  57毫米С-60高射炮
  -  ZPU-4（英语：ZPU）
  -  9K32 Strela-2（SA-7）
  -  S-75
  -  SA-3
  -  SA-5
  -  SA-10

- 反裝甲武器
  -  RPG-7
  -  SPG-9

- 槍械：
  -  馬卡洛夫手槍
  -  HK MP5衝鋒槍（特種部隊使用）
  -  AK突擊步槍
  -  AKM突擊步槍
  -  AKMS突擊步槍
  -  IMI微型加利爾卡賓槍（特種部隊使用）
  -  IWI X95突擊步槍（特種部隊使用）
  -  SKS半自動步槍（儀仗隊使用）
  -  SVD狙擊步槍
  -  IMI Galatz狙擊步槍（特種部隊使用）
  -  VSK-94狙擊步槍（特種部隊使用）
  -  OSV-96狙擊步槍（特種部隊使用）
  -  PKM通用機槍
  -  RPK輕机槍
  -  DShK重机槍
  -  NSV重机槍

## 空中部隊
常備兵力約1,600人。

### 主要裝備
- 使用中：
  - An-2 輕航機 - 10架
  - 米格-21戰鬥機 - 約9架
  - 米格-29戰鬥機 - 約5架
  - Mi-24雌鹿直升機 - 約25架
  - Mi-8直升機 - 約32架（20架武裝、12架運輸）
  - Mi-17直升機 - 約2架（運輸）

- 停飛/庫存：
  - 米格-21戰鬥機- 44架
  - An-26 運輸機 - 約3架
  - An-24 客運機 - 約4架

## 军事院校
蒙古国拥有一所综合军事学府：蒙古國防大學。共有6个下属军事院校：国防研究所、国防管理学院、通用军事学校、军事音乐学院、军事教育学院和士官学校。开设有13个军事学科和11个民用学科专业。其中国防研究所是专门研究国家防务问题的学术机构，有防务政策研究、军事科学理论、军事历史、军民关系和科学实验等研究中心。蒙古国防大学还非常重视对外交往，与中、俄、美、德、日、英、韩和土耳其等国军事院校开展互派留学生或学术交流活动。

## 外部連結
- 蒙古軍事簡介 （页面存档备份，存于）
- 蒙古國防部 （页面存档备份，存于）